# Mehrlinge

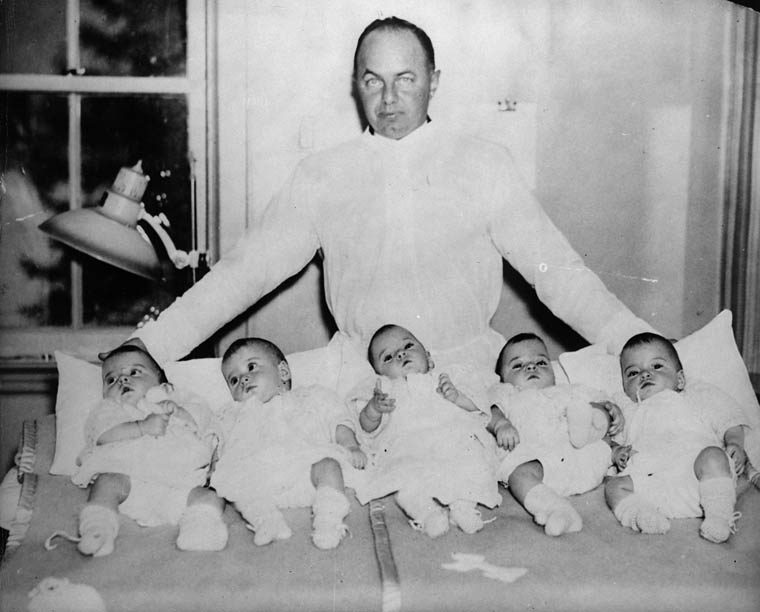
Die eineiigen Dionne-Fünflinge als Kleinkinder …

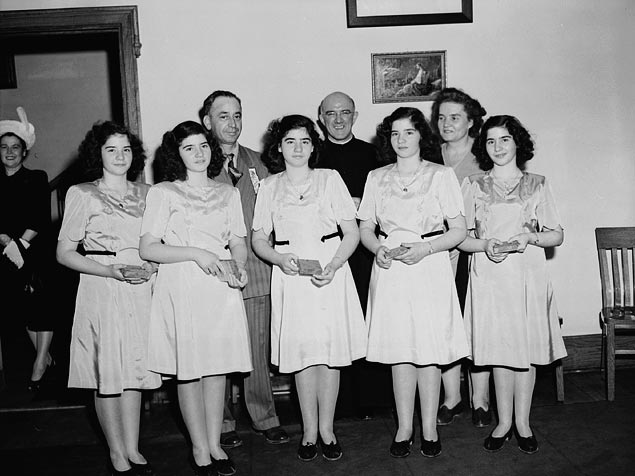
… und im Alter von 13 Jahren

Mehrlinge sind zwei oder mehr Kinder einer Mutter und eines Vaters, die innerhalb derselben Schwangerschaft herangewachsen sind und in der Regel im Verlauf desselben Geburtsvorganges zur Welt kommen. Der Begriff wird meist nur verwendet, wenn nicht der Spezialfall einer Zwillingsschwangerschaft vorliegt. Bei multiparen Säugetieren sind Mehrlinge dagegen der Normalfall.

## Entstehung
Die Entstehung von Drillingen und höhergradigen Mehrlingen entspricht der Entstehung von Zwillingen:
- Eineiige Zwillinge (monozygotisch)
- Zweieiige Zwillinge (dizygotisch)

Bei Mehrlingsschwangerschaften mit eineiigen (= monozygoten) Zwillingen entstehen abhängig vom Zeitpunkt der Teilung des Embryoblasten vier Formen, wie sich die Zwillinge Plazenta und Fruchtblase teilen:
1. Die dichoriale-diamniote Zwillingsschwangerschaft bis zum dritten Tag nach der Befruchtung ist mit etwa 70 von 100 Schwangerschaften mit eineiigen Zwillingen die mit Abstand häufigste Form. Jeder Zwilling hat einen eigenen Mutterkuchen (Plazenta) und eine eigene Fruchthöhle und ist von zwei Eihäuten (Amnion und Chorion) umhüllt, sodass die Trennwand zwischen ihnen aus vier Eihäuten besteht.
2. Die monochoriale-diamniote Zwillingsschwangerschaft zwischen dem 3. und 7. Tag nach der Befruchtung kommt bei ca. 30 von 100 Schwangerschaften mit eineiigen Zwillingen vor. Die Zwillinge teilen sich einen Mutterkuchen (Plazenta), jedes Kind hat jedoch eine eigene Fruchthöhle, die von einer Eihaut umhüllt ist, so dass die Trennwand zwischen ihnen aus zwei Eihäuten, nämlich dem Amnion eines jeden Zwillings, besteht.
3. Die monochoriale-monoamniote Zwillingsschwangerschaft zwischen dem 9. und 12. Tag nach der Befruchtung kommt bei ca. 1 von 100 Schwangerschaften mit eineiigen Zwillingen vor. Die Zwillinge teilen sich eine Plazenta und eine Fruchthöhle, sodass zwischen ihnen keine Trennwand aus Eihäuten besteht.
4. Die monochoriale-monoamniote siamesische Zwillingsschwangerschaft kommt bei ca. 1 von 300 Schwangerschaften mit eineiigen Zwillingen vor. Durch eine unvollständige Teilung des Embryoblasten sind die Kinder an einem oder mehreren Körperteilen zusammengewachsen. Die Zwillinge teilen sich eine Plazenta und eine Fruchthöhle.

Drillinge entstehen auf natürliche Weise, wenn es nach der Zwillingsbildung nochmals zu einer Teilung kommt. Dabei kommen alle Formen der zweiten Zwillingsbildung vor, häufen sich aber prägnant bei bestimmten Formen.
Bei der In-vitro-Fertilisation werden in der Regel mehrere befruchtete Eizellen eingepflanzt. Da diese sich getrennt einnisten, bilden sich bei genügend langer Überlebenszeit der Föten jeweils eigene Eihäute und Mutterkuchen.
In sehr seltenen Fällen kann es dazu kommen, dass sich ein oder sogar mehrere Föten der eineiigen Mehrlinge stark verkümmert innerhalb eines sich normal entwickelnden Fötus entwickeln. Dieser Foetus in foeto entwickelt sich meist im Bauchraum und verursacht dort früh Beschwerden. Der Mehrlingsfötus kann aber auch in anderen Organen eingeschlossen werden und beispielsweise für einen Hirntumor gehalten werden. Selten werden die Teile spät oder nie zu Lebzeiten entdeckt. Insgesamt sind weniger als hundert Fälle in der Literatur beschrieben.

## Schätzverfahren für die Häufigkeit
Entsprechend ihrer biologischen Bildung lässt sich die Häufigkeit von Mehrlingsschwangerschaften nach der Hellin-Hypothese (auch Hellin-Regel) als Potenz der Häufigkeit von Zwillingsgeburten abschätzen, wobei der Exponent die Anzahl der Kinder minus eins ist.
Bei einer angenommenen Häufigkeit von Zwillingsschwangerschaften von 1:85 ergeben sich folgende Häufigkeiten für Mehrlingsgeburten:
| Anzahl Kinder | Abschätzung | Häufigkeit      | in Prozent      |
| ------------- | ----------- | --------------- | --------------- |
| Zwillinge     | 1 : 851     | ca. 1 : 85      | ca. 1,2 %       |
| Drillinge     | 1 : 852     | ca. 1 : 7 000   | ca. 0,01 %      |
| Vierlinge     | 1 : 853     | ca. 1 : 600 000 | ca. 0,000 2 %   |
| Fünflinge     | 1 : 854     | ca. 1 : 50 000  | ca. 0,000 002 % |

Aufgrund von Hormonbehandlung und künstlicher Befruchtung liegen die Quoten für mehreiige Mehrlingsgeburten heute höher.
Die Wahrscheinlichkeit für eine eineiige Zwillingsgeburt liegt bei 1:250.
Die Wahrscheinlichkeit von eineiigen Vierlingen wird mit 1:13 Millionen angegeben.
Die Wahrscheinlichkeit von eineiigen Drillingen wird mit 1:200 Millionen angegeben. Da es sich um „verhinderte“ Vierlinge handelt, sind diese seltener.

## Statistik Deutschland
Das Statistische Bundesamt veröffentlicht jährlich in der Fachserie 1 Reihe 1.1 unter Ziffer 2.19 unter der Überschrift „Mehrlingsgeburten und Mehrlingskinder“ aktuelle und historische Informationen.
Von in Deutschland geborenen Kindern waren 1950 2,3 % Mehrlingskinder. Dann fällt die Zahl bis zum Tiefststand von 1,8 % 1977 und steigt dann bis 2015 auf 3,8 %.
Von 1950 bis 2015 einschließlich gab es in Deutschland 6 Sechslingsgeburten und 33 Fünflingsgeburten. 62 Vierlingsgeburten von 1950 bis 1984, 143 von 1985 bis 1994, 170 von 1995 bis 2015. Drillingsgeburten in jedem Jahr 60 (1978) bis 491 (1998).
2014 war jedes 27. neugeborene Kind in Deutschland ein Mehrlingskind, 2011 jedes 29., 1991 jedes 42., 1977 jedes 56. Kind.
Insgesamt wurden 2011 in Deutschland 11.500 Mehrlingsgeburten registriert, 98 % davon waren Zwillingsgeburten, bei 230 handelte es sich um Drillingsgeburten und in sechs Fällen gab es Vierlingsgeburten.
Unter den gut 700.000 im Jahr 2014 in Deutschland Neugeborenen waren 25.954 Zwillinge, 846 Drillinge sowie 44 Vierlinge.
Den geringsten Anteil an Mehrlingskindern in Deutschland hatte es im Jahr 1977 gegeben: Von den gut 800.000 geborenen Kindern waren knapp 15.000 Mehrlingskinder, etwa jedes 56. Kind.

## Zeichen einer Mehrlingsschwangerschaft
Die Hinweise für eine Mehrlingsschwangerschaft können in sichere und unsichere Zeichen eingeteilt werden.

### Unsichere Zeichen
- auffällig hohe HCG-Konzentration im Blut
- übergroßer Bauchumfang,
- ausgeprägt erhöhter Fundusstand (oberer Rand der Gebärmutter),
- auffallend viele Kindsbewegungen,
- mehr als zwei „große“ und „harte“ Kindsteile, die Kopf oder Steiß sein könnten,
- auffallend viele kleine Kindsteile.

### Sichere Zeichen
Sichere Zeichen sind demgegenüber
- die Aufzeichnung von mindestens zwei Herztönen unterschiedlicher Frequenz in der fetalen Echokardiografie,
- Nachweis mindestens zweier Feten in der Sonografie.

Als indirekter Hinweis muss auch das Auftreten von Mehrlingsschwangerschaften in der Familie genommen werden. Dies betrifft ausschließlich Schwangerschaften mit mehreiigen Mehrlingen; monozygotische Mehrlinge treten nicht familiär gehäuft auf. Eine Disposition zu Mehrlingsschwangerschaften wird ausschließlich über die Familie mütterlicherseits vererbt.
Mit einer erhöhten Wahrscheinlichkeit für eine Mehrlingsschwangerschaft ist nach einer künstlichen Befruchtung zu rechnen.

## Risiken
Eine Mehrlingsschwangerschaft stellt eine Risikoschwangerschaft für die Mutter und die Kinder dar. So weisen die Schwangeren selbst eine dreifach erhöhte Sterblichkeit auf. In der Frühschwangerschaft kommt es gehäuft zum Auftreten einer Hyperemesis gravidarum, in der späteren Schwangerschaft zum Auftreten von Gestosen. Die Frühgeburtlichkeit ist deutlich erhöht. Gegen Ende der Schwangerschaft kommt es zu einer Wachstumsverzögerung der Feten – bei Zwillingsschwangerschaften ab der 34.–35. Schwangerschaftswoche (SSW), bei Drillingen schon ab der 28. SSW. Um auch ein unterschiedliches Wachstum der einzelnen Feten feststellen zu können, werden 14-tägliche Kontrolluntersuchungen bis zur 28. SSW, danach wöchentlich empfohlen.
Bei einer Mehrlingsschwangerschaft können folgende Komplikationen gehäuft auftreten:
- Vermehrte Wassereinlagerung, besonders in den Beinen (Stauungsödeme)
- Beeinträchtigung mütterlicher Bauchorgane durch die große Gebärmutter (z. B. Darmprobleme oder Harnstau)
- Schwangerschaftsbedingter Bluthochdruck (schwangerschaftsinduzierte Hypertonie) bis hin zur Präeklampsie
- Krampfadern (Varizen)
- Blutarmut (Anämie)
- Vorgelagerte Plazenta (Placenta praevia) und vorzeitige Plazentalösung
- Eingeschränkte Funktion des Mutterkuchens (Plazenta-Insuffizienz) mit Wachstumsstörungen des Kindes
- Verkürzter Gebärmutterhals und vorzeitige Öffnung des Muttermunds (Zervix-Insuffizienz)
- Blutübertragungen zwischen den Mehrlingen (Fetofetales Transfusionssyndrom FFTS); dies führt dazu, dass einer der Zwillinge mehr Blut erhält als der andere. Meistens ist in diesem Falle ein mikrochirurgischer Verschluss der Gefäßbildung nötig.
- Übermäßige Fruchtwasserbildung (Polyhydramnion)
- Nabelschnurumschlingungen.

Insbesondere bei Drillingsschwangerschaften und Schwangerschaften mit höhergradigen Mehrlingen besteht die Möglichkeit des selektiven Fetozids, d. h. der pränatalen Reduktion von Mehrlingen. Dabei wird aufgrund einer medizinischen Indikation mindestens eines der ungeborenen Kinder getötet, entweder weil es behindert ist oder um die Überlebens- und Entwicklungschancen der anderen Föten zu erhöhen. In der Regel gehen der Entscheidung zum selektiven Fetozid pränataldiagnostische Untersuchungen voran, bei denen untersucht wird, ob ein Kind möglicherweise eine Erkrankung oder Behinderung hat, die die Wahl des Kindes, das getötet werden soll, erleichtern könnte. Lässt sich nichts dergleichen feststellen, wird meist das kleinste Kind ausgewählt und entweder durch eine tödliche Injektion oder durch die Unterbindung versorgender Gefäße abgetötet. Dabei besteht ein Risiko, letztlich alle Kinder infolge einer durch den Eingriff ausgelösten Fehlgeburt zu verlieren.

## Besonders hohe Anzahl
Eine extrem hohe Fötenanzahl führt immer zu Frühgeburten – oft auch durch Kaiserschnitt – und bedeutet damit einhergehende entsprechend erhöhte Risiken (vgl. die zuvor beschriebenen Risiken einer Mehrlingsgeburt im Allgemeinen). Durch die verbesserte medizinische Versorgung von Frühgeburten erhöhen sich auch die Überlebenschancen in den letzten Jahren wesentlich. Berichte über hohe Mehrlingsschwangerschaften ohne Hormontherapien gibt es für Fünflinge, Sechslinge und sogar Siebenlinge, wobei jedoch teils ein Zeitraum von über 100 Jahren betrachtet werden muss.

### Höhere Überlebenschancen durch Weiterentwicklung der Medizin
Die medizinischen Möglichkeiten sind seit der Geburt der Dionne-Fünflinge (1934) deutlich gestiegen. Risiken für die Mutter (wie Präeklampsie, Schwangerschaftsdiabetes etc.) können besser behandelt werden und Verbesserungen im Bereich der Neonatologie tragen zu den deutlich gestiegenen Überlebensraten bei Mehrlingsgeburten bei.

#### Fünflinge
- Die 1934 in Kanada geborenen Dionne-Fünflinge kamen drei Monate zu früh auf die Welt. Die Mädchen waren die ersten eineiigen Fünflinge, die nicht nur gemeinsam das Kleinkindalter überlebten, sondern auch alle das Erwachsenenalter erreichten.[10]
- In Deutschland kamen 1999 die Beutelspacher-Fünflinge zur Welt, die alle fünf heute das Erwachsenenalter erreicht haben.[11]

#### Sechslinge
- 1968 wurden erstmals Sechslinge in England lebend geboren. Ein Baby starb kurz nach der Geburt, zwei weitere innerhalb der nächsten zwei Wochen. Die Mutter hatte eine Hormonbehandlung bekommen. Die ersten britischen überlebenden Sechslinge kamen 1983 zur Welt.[12]
- 1974 in Südafrika geborene Sechslinge sind die ersten bekannten, welche das Kleinkindalter überlebt haben. Sie haben auch das Erwachsenenalter erreicht.[13]

#### Siebenlinge
- 1985 kamen in den USA Siebenlinge in der 28. Schwangerschaftswoche zur Welt, wobei eines eine Totgeburt war, drei weitere innerhalb von 19 Tagen starben und die anderen Entwicklungsstörungen hatten.[14]
- 1997 kamen die ersten lebendgeborenen Siebenlinge in Iowa in den USA zur Welt. Die vier Jungen und drei Mädchen kamen per Kaiserschnitt in der 31. Schwangerschaftswoche und ihre Überlebenschancen wurden trotz der ernsten Lage als gut eingestuft. Nach Presseangaben sollen sie auch 2001 noch alle gelebt haben.[14][15][16] Von mehreren Medizinern wurde Kritik an den mit Hormonen behandelnden Ärzten laut. Außerdem lehnten die Eltern, gläubige Baptisten, eine Abtreibung von zwei der Föten ab.[17] Viele Spenden wie etwa Windeln, Gratismilch, einen Kleinbus und Stipendien erleichtern der Familie das Überleben.[18] Im Jahr 2015 erreichten sie alle das 18. Lebensjahr.
- Im Juli 1998 brachte eine Frau in Saudi-Arabien drei Mädchen und vier Jungen zur Welt. Es soll die zweite Familie mit Siebenlingen sein, bei der alle Kinder längere Zeit überlebten.[16][19]
- Im Juli 2001 kamen in Washington Siebenlinge nach 28½ Schwangerschaftswochen per Kaiserschnitt lebend zur Welt. Die Eltern der fünf Jungen und zwei Mädchen waren drei Jahre zuvor aus Saudi-Arabien in die USA gekommen.[16]
- Im August 2008 brachte eine Frau in Ägypten per Kaiserschnitt gesunde Siebenlinge zur Welt. Das Besondere an der Geburt der vier Jungen und drei Mädchen ist, dass sie erst gegen Ende des achten Schwangerschaftsmonats stattfand. Die Frühchen wurden auf vier verschiedene Krankenhäuser verteilt. Nach Angaben des Arztes hatte die Mutter keine Hormonbehandlung bekommen.[20][21][22]

#### Achtlinge
- Im Dezember 1998 kamen in Texas in den USA die ersten lebendgeborenen Achtlinge zur Welt, wobei ein Kind nach einer Woche starb. Die anderen feierten 2008 den zehnten Geburtstag.[16][19][23]
- Im Januar 2009 brachte eine Frau in Kalifornien per Kaiserschnitt in der 30. Schwangerschaftswoche die zweiten lebendgeborenen Achtlinge zur Welt.[23][24] Die Frau wurde über künstliche Befruchtung mit Spendersamen schwanger. Da die Mutter bereits sechs Kinder hatte (die ebenfalls mit Spendersamen gezeugt wurden), alleinstehend und erwerbslos war und finanzielle Probleme hatte, wurde ihr seitens der Presse Verantwortungslosigkeit vorgeworfen und Teile der Öffentlichkeit bekundeten Protest gegen die Frau.[25][26][27][28] Dem behandelnden Arzt wurde Fahrlässigkeit vorgeworfen.[29] Nach den Richtlinien der US-Gesellschaft für Reproduktionsmedizin sollten einer Frau im Alter der Mutter (33) höchstens zwei Embryonen auf einmal eingepflanzt werden.[30] Von der zuständigen Ärztekammer wurden Ermittlungen aufgenommen.[31]

#### Neunlinge
- 1971 kamen in Australien Neunlinge zur Welt. Zwei waren schon bei der Geburt tot, die anderen starben innerhalb von sechs Tagen.[32][33]
- 1999 kamen in Malaysia Neunlinge zur Welt, die aber nicht mehr als sechs Stunden überlebten.[34]
- Im September 2004 kamen in Äthiopien innerhalb von 24 Stunden Neunlinge im siebten Monat lebend zur Welt, starben aber alle innerhalb einer halben Stunde.
- Anfang Mai 2021 brachte eine 25-Jährige aus Mali in Marokko Neunlinge zur Welt. Auf dem Ultraschall waren nur sieben Kinder erkennbar gewesen. Erst während der Entbindung per Kaiserschnitt stellten die Ärzte fest, dass es tatsächlich neun Babys waren. Fotos der jungen Mutter von fünf Mädchen und vier Jungen wurden kurz darauf auf sozialen Netzwerken geteilt. Der Mutter und ihren Neugeborenen geht es gut, wie die Gesundheitsministerin von Mali bekannt gab.[35]

#### Rekordhalter, jedoch ohne medizinischen Nachweis
Nach dem Guinness-Buch der Rekorde waren es maximal zehn Kinder, welche bei einer Geburt zur Welt kamen. Diese Anzahl ist verzeichnet 1946 in Brasilien, 1936 in China und 1924 in Spanien. Die Berichte sind allerdings nicht durch medizinische Akten belegt, und es gibt keine Angaben darüber, ob und, falls ja, wie lange sie überlebt haben. Im Jahre 1996 wird von einer Frau auf Zypern in der neunten Schwangerschaftswoche mit elf Embryonen berichtet. Aufgrund der Risiken plante man jedoch, sieben der Embryonen abzutreiben. Eine angeblich weit fortgeschrittene Zwölflings-Schwangerschaft erwies sich nach Recherchen des tunesischen Gesundheitsministeriums als Fehlmeldung, die möglicherweise durch eine vorübergehend psychisch beeinträchtigte Frau mit bisher zwei Fehlgeburten initiiert wurde. Im Juni 2021 soll eine 37-jährige Mutter in Pretoria in der 29. Schwangerschaftswoche Zehnlinge zur Welt gebracht haben.

### Deutschland
Für Deutschland weist das Statistische Bundesamt von 1950 bis 2007 33 Fünflings-Geburten und fünf Sechslings-Geburten aus. Im Oktober 2008 kamen in Berlin im sechsten Monat Sechslinge zur Welt. Dies war nach Presseangaben die erste Sechslingsgeburt in Deutschland nach 20 Jahren. Am 6. Januar 2012 wurden eineiige Vierlinge in der Uni-Klinik Leipzig geboren. Die Wahrscheinlichkeit solch einer Geburt wurde von den Medizinern als 1:13 Millionen angegeben.

## Mehrlingsschwangerschaft und Schwangerschaftsabbruch
Selektiver Schwangerschaftsabbruch bei Mehrlingsschwangerschaften wird auch als sogenannte Reduktion der Ungeborenen oder als Fetale Reduktion bezeichnet. Aus ärztlicher Sicht wird dies diskutiert, da die Überlebenschancen für sämtliche Föten bei extrem hohen Mehrlingsschwangerschaften niedrig sind. Es kann eine medizinische Indikation oder kindliche Indikation vorliegen.

## Ungewöhnliche Zwillingsgeburt
In sehr seltenen Fällen kommen Mehrlinge in größerem zeitlichen Abstand zur Welt, etwa im Falle einer irischen Mutter, die ein Zwillingskind im 5. Schwangerschaftsmonat und das andere 87 Tage später geboren hat.